# Minóg strumieniowy
Minóg strumieniowy, minog strumieniowy (Lampetra planeri) – gatunek bezżuchwowca z rodziny minogowatych (Petromyzontidae), prymitywny kręgowiec wodny, u którego w całym cyklu rozwojowym zachowana jest struna grzbietowa (chorda). Gatunek ten występuje w formie słodkowodnej, niewędrownej.

## Występowanie
Występuje w wodach słodkich zlewisk Morza Północnego i Bałtyku, a także we Francji, Irlandii, północnych Włoszech, dorzeczu górnego Dunaju i górnej Wołgi. W Polsce zasiedla górne odcinki wód płynących. Najczęściej można go spotkać w dopływach górnej i dolnej Wisły o zimnej i dobrze natlenionej wodzie.

## Opis
Ciało minoga ma cylindryczny kształt i pokryte jest gładką bezłuską skórą oraz śluzem. Jego tylna część jest ścieśniona w płaszczyznach bocznych. Bardzo ważną cechą jest brak płetw parzystych, a występują jedynie nieparzyste: płetwy grzbietowe (które posiada dwie, stykające się ze sobą) i ogonowa. Średnica dorosłego osobnika dochodzi do 8 mm, zaś długość ciała do 16 cm. Larwy są grubsze, a także nieco większe i osiągają nawet 20 cm. Po przeobrażeniu w postać dorosłą, u minogów następuje skrócenie długości ciała. Z przodu ciała znajduje się otwór gębowy (bez szczęk), okolony lejkowatą przyssawką, mającą po zamknięciu kształt podłużnej szczeliny. W górnej części otworu gębowego znajdują się 2 rogowe ząbki, zaś w dolnej 7 do 9. Głowa zwierzęcia wzmocniona jest chrzęstną czaszką (niezasklepioną), w której dominującą częścią jest szkielet skrzeli. W głowie znajduje się para niewielkich oczu i pojedynczy otwór nosowy. Szkielet osiowy ciała tworzy struna grzbietowa otoczona chrzęstnymi łukami kręgowymi.

## Odżywianie
Larwy odżywiają się poprzez filtrację mikroorganizmów, zwłaszcza glonów, a także detrytusu. Postaci dorosłe, po przeobrażeniu, w ogóle nie przyjmują pokarmu, gdyż ich układ pokarmowy ulega atrofii.

## Rozród
Jest to gatunek osiadły. Samica składa około 1000 jaj, z nich legną się ślepe larwy, które żyją przy dnie. Dorosłe osobniki giną zaraz po odbyciu tarła. Larwy żyją przeciętnie 4–5 lat, po czym następuje ich przeobrażenie w postać dorosłą. Osobniki dojrzałe zaraz po przeobrażeniu przystępują do tarła.

## Znaczenie gospodarcze
W polskim rybołówstwie minóg strumieniowy nie ma znaczenia gospodarczego. Jego larwy są czasem łapane przez wędkarzy i używane jako przynęta na ryby drapieżne.

## Zagrożenia i ochrona
Jest to bardzo rzadki gatunek ze względu na coraz większe zanieczyszczenie strumieni i rzek, w których żyje. W Polsce z dniem 23 listopada 2011 objęto go ochroną ścisłą, po czym z dniem 8 października 2014 objęto go ochroną częściową.